# Вигас, Лоренсо
Лоренсо Вигас Кастес (исп. Lorenzo Vigas Castes; род. 1967, Мерида, Венесуэла) — венесуэльский кинорежиссёр
, сценарист и кинопродюсер.

## Биография
Лоренсо Вигас родился в 1967 году в Мериде (Венесуэла) в семье живописца Освальдо Вигаса. Изучал молекулярную биологию в Университете Южной Флориды в городе Тампа, в 1995 году — кинематографию в Нью-Йоркском университете и снял несколько экспериментальных фильмов.
После возвращения в 1998 году в Венесуэлу Вигас работал на телеканале RCTV, где снимал документальное кино и рекламные ролики. В 2003 году снял короткометражный фильм «Слоны ничего не забывают» (Los elefantes nunca olvidan), который был презентован на Каннском кинофестивале.
В 2015 году Лоренсо Вигас снял свой первый полнометражный художественный фильм «Издалека» (Desde allá), который получил «Золотого льва» на 72-м Венецианском кинофестивале. На 45-м Киевском международном кинофестивале «Молодость» фильм принимал участие сразу в двух конкурсных программах — главной и в программе ЛГБТ-фильмов Солнечный зайчик.

## Фильмография
| Год  | Русское название         | Оригинальное название       | Примечания                    |
| ---- | ------------------------ | --------------------------- | ----------------------------- |
| 2003 | Слоны ничего не забывают | Los elefantes nunca olvidan | короткометражный, режиссёр    |
| 2015 | Издалека                 | Desde allá                  | режиссёр, сценарист, продюсер |

## Признание
| Награды и номинации Лоренсо Вигаса | Награды и номинации Лоренсо Вигаса | Награды и номинации Лоренсо Вигаса |
| Год                                | Категория                          | Фильм                              |
| ---------------------------------- | ---------------------------------- | ---------------------------------- |
| 72-й Венецианский кинофестиваль    |                                    |                                    |
| 2015                               | Золотой лев                        | Издалека                           |
| 2015                               | Приз Зеленая Капля                 | Издалека                           |